# Vasilīs Mouratos
Vasilīs Mouratos (in greco Βασίλης Μουράτος?; Amarousio, 24 novembre 1997) è un cestista greco.

## Palmarès
- Campionato greco: 2

Olympiakos: 2014-15, 2015-16